# سرفايفل انترنشونال
تأسست منظمة سرفايفل إنترناشونال المعنية بحقوق الإنسان عام 1969، وهي جمعية خيرية مقرها لندن تهدف إلى الدفاع عن حقوق الشعوب الأصلية والقبلية والشعوب المنعزلة.
تركّز حملات المنظمة عادة على رغبة الشعوب القبلية في الحفاظ على أراضي أجدادهم، تصف سرفايفل إنترناشونال هذه الشعوب بأنها «من بين أكثر الشعوب تهديدًا على الأرض». تهدف المنظمة إلى القضاء على ما تسميه «الأفكار المغلوطة» التي تُستخدم لتبرير انتهاكات حقوق الإنسان، بالإضافة إلى التوعية بالأضرار التي تسببها الشركات والحكومات لهذه الشعوب. تعمل سرفايفل إنترناشونال على تعزيز حق الشعوب القبلية في تقرير مصيرها.
تعمل المنظمة بالاشتراك مع إدارة شئون الإعلام بالأمم المتحدة وتتمتع بمركز استشاري لدى المجلس الاقتصادي والاجتماعي للأمم المتحدة. كما تتلقى تمويلًا غير حكومي لضمان حرية العمل والتصرف، وهي عضو مؤسس ومنظمة موقعة على ميثاق المساءلة الدولية للمنظمات غير الحكومية. تمتلك سرفايفل إنترناشونال مكاتب في أمستردام وبرلين ولندن ومدريد وميلان وباريس وسان فرانسيسكو.
نبذة تاريخية

تأسست سرفايفل إنترناشونال عام 1969 بعد نشر مقالة لنورمان لويس في مجلة صنداي تايمز. سلطت المقالة الضوء على المذابح وسرقة الأراضي والإبادة الجماعية التي تجري في منطقة الأمازون البرازيلية. زارت المنظمة البرازيل في عام 1971 لمراقبة وكالة الحكومة المسؤولة عن الشعوب القبلية هناك. سُجلت سرفايفل إنترناشونال بصفتها شركة إنجليزية عام 1972 وصُدق عليها كجمعية خيرية في عام 1974. وفقًا لسيرة رئيسها الأول المستكشف روبن هانبوري تنيسون، تفتق ذهنه عن فكرة تأسيس المنظمة أثناء سفره في منطقة الأمازون بصحبة عالم النبات الأعراقي كونراد جورينسكي في عام 1968.
«قررنا أنه لا مناص من إنشاء منظمة تقف في وجه تلك السياسات قصيرة النظر، وأن تستند هذه المنظمة على مبادئ تأخذ بعين الاعتبار رغبات واحتياجات الهنود الحمر بمنأى عن تحيزات مجتمعنا، وأن تعمل هذه المنظمة على حماية حقوق الهنود الحمر في أراضيهم وثقافاتهم وهوياتهم، وأن تعزز احترامهم وتبحث في معرفتهم وخبرتهم، حتى يُسلط الضوء بصفتهم خبراء، وينالوا حقهم في البقاء ومن هنا نتعلم منهم ونساهم ببقائنا نحن. وهكذا وُلدت فكرة سرفايفل إنترناشونال. وعندما انتشرت الأخبار في الصحافة الأوروبية بشأن الفظائع التي ارتكبت ضد الهنود البرازيليين على يد الجهة التي أُنشئت أول الأمر لحمايتهم، أثار ذلك الرأي العام. كنا على استعداد للانضمام إلى عملية بطيئة لجمع الأموال وبناء المنظمة.»

-  روبن هانبري تنيسون، الرئيس والمؤسس المشارك لشركة سرفايفل إنترناشونال.
كانت سرفايفل إنترناشونال الأولى وسط نظيراتها في استخدام فن كتابة الرسائل على نحو جماعي. دشنت المنظمة حملات في شتى الأماكن حول العالم كسيبيريا وكندا وكينيا. تمكنت بعضها من تغيير سياسات الحكومة بشأن حقوق السكان الأصليين المحليين. نجح هذا الشكل من النضال عام 2000 في إجبار الحكومة الهندية على التخلي عن خطتها لتوطين قبيلة الجاراوا المنعزلة، بعد تلقيها 150-200 رسالة يوميًا من مؤيدي «سرفايفل» في جميع أنحاء العالم. فرض حاكم غرب سيبيريا، قبل ذلك بمدة قصيرة، حظرًا لمدة خمس سنوات على جميع تراخيص النفط في أراضي «يوغان خانتي» في غضون أسابيع قليلة من إصدار المنظمة لإحدى نشراتها. كما كان لسرفايفل إنترناشونال السبق في لفت الانتباه إلى الآثار المدمرة لمشاريع البنك الدولي. أصبح واضحًا للعيان فيما بعد أن هذه المشاريع هي السبب الرئيسي للمعاناة في العديد من البلدان الفقيرة. تُعد سرفايفل إنترناشونال المنظمة الوحيدة في العالم التي تدعم حقوق الشعوب الأصلية والقبلية كما مُنحت جائزة «رايت لايفليهود»، بالإضافة إلى جائزة «ليون فيليبي» الإسبانية وجائزة «ميدالية رئاسة مجلس النواب» الإيطالية.